# Maurício Freeman Klabin
Maurício Freeman Klabin (Pazelva, Lituânia, 1º de março de 1860 — Heidelberg, 21 de setembro de 1923) foi um empresário lituano que fundou no Brasil a Klabin Irmãos& Cia, mais tarde sendo denominada Klabin S.A..

## Biografia
Moishe Elkana nasceu na aldeia de Pazelva, parte da localidade de Želva, na atual Lituânia, à época parte do Império Russo, onde nasceu em 1860 e viveu até os 25 anos. Não se sabe com que dinheiro Moishe Elkana comprou terras na Rússia, pelo menos um pedaço de terra, o que era proibido. Por decreto do tsar Alexandre III, judeus não podiam ser donos de terras. Denunciado pelo sujeito de quem a comprou, lançou-se numa fuga desenfreada, percorrendo ora de carroça, ora a pé, pela Polônia e Alemanha até chegar, de navio, à Inglaterra.
Quando soube, dois anos depois, que um imperador estava oferecendo terras de graça num país a milhares de quilômetros de distância do qual nunca tinha ouvido falar, viu aí a sua oportunidade.

### Vinda para o Brasil
Em 1889, então renomeado Maurício Freeman Klabin chega ao Brasil, desembarcando no Porto de Santos e depois subindo a serra para a cidade de São Paulo. Conseguiu então um emprego numa pequena tipografia de um casal idoso, sem filhos, que fazia livros em branco para o comércio. Em pouco tempo, com um português razoável, passou a representar a gráfica pelo interior do estado de São Paulo, quando assumiu de vez a gráfica que lhe fora ofertada. Apesar de pouco capital, empenhou-se para honrar os compromissos e em 1890 tornou-se proprietário da própria empresa, berço de uma holding conhecida no mundo todo, 100 anos depois de sua fundação.
Já com 35 anos, os negócios estavam bem prósperos e foi então que ele pediu para vir da Lituânia seus pais, Leon Klabin e Sara, a irmã, Nessel, e uma jovem de 27 anos, Bertha Osband, sua noiva (e futura esposa). Mais tarde chamou o tio, Zelman Lafer com o filho Miguel Lafer (pai de Horácio Lafer) e, dos Estados Unidos, seus irmãos Salomão, Hessel e Luiz Klabin. Nessa época, vieram também para o Brasil mais os primos Wolff Kadischewitz Klabin, Max, Lazar e Henrique, filhos de Fanny, irmã de Leon, seu pai.

### Fundação da Klabin Irmãos & Cia
Em 1º de fevereiro de 1899, dez anos depois da chegada de Maurício, ele e os irmãos Salomão e Hessel e mais o seu cunhado Miguel Lafer fundaram a empresa Klabin Irmãos & Cia. (KIC), que incorporou a antiga tipografia, um novo negócio para importação de artigos de escritório e um depósito próximo à Avenida Tiradentes, no maior centro econômico e financeiro do país, São Paulo. Nascia ali o Grupo KLABIN.
Em 1934, com apoio de um financiamento do governo, o grupo adquiriu a Fazenda Monte Alegre, região que na época pertencia ao município de Tibagi, hoje Telêmaco Borba, no interior do Paraná, construindo o maior complexo industrial papeleiro da América Latina.
Maurício Klabin morreu em 21 de setembro de 1923, na Alemanha, aonde fora tratar da saúde.